# Robert Kubica
Robert Józef Kubica (IPA: 'rɔbɛrt ku'biʦa) (Krakau, 7 december 1984) is een Poolse coureur. In 2025 won hij, samen met zijn teamgenoten Philip Hanson en Ye Yifei, de 24 uur van Le Mans.

## Carrière
In het seizoen 2006 is hij test- en derde coureur voor het Formule 1-team van BMW Sauber. Tijdens de dertiende race (in Hongarije) nam hij de plaats van Jacques Villeneuve in, die nog niet voldoende hersteld was van de bij de race op Hockenheim opgelopen verwondingen. Hij was daarmee de eerste Poolse coureur in de Formule 1, en behaalde bij zijn eerste race meteen al een zevende plaats. Na de race werd hij echter gediskwalificeerd omdat zijn auto te licht bevonden was, en de punten werden hem afgenomen. In zijn derde race - op Monza - revancheerde hij zich echter met een derde plek.
Tijdens de Grand Prix van Canada op 10 juni 2007 vloog Kubica met een snelheid van 278 kilometer per uur in de betonnen muur. Hierbij raakte de Pool lichtgewond en mocht volgens de artsen niet deelnemen aan de eerstvolgende Grand Prix (Indianapolis). Kubica werd dat weekend vervangen door de derde rijder van het team, Sebastian Vettel.
Bij de daaropvolgende Grand Prix van Frankrijk was hij terug van de partij. Hij kwalificeerde zich op de vierde plaats, meteen de beste startpositie uit zijn carrière.
In het seizoen van 2008 kan Kubica met een betrouwbare wagen de strijd aan de kop aan. Al in de tweede race in Maleisië behaalt hij een tweede plaats; zijn beste resultaat tot dat moment. Twee weken later haalt de Pool zijn eerste poleposition tijdens de Grand Prix van Bahrein 2008.
Op 8 juni 2008 behaalt Kubica zijn eerste zege, tevens de eerste voor BMW Sauber op het Circuit Gilles Villeneuve in Montreal, Canada.
Op 6 februari 2011 raakte Kubica zwaargewond tijdens de openingsproef van de Rally van Andorra. Hij reed tegen een vangrail die op bizarre wijze zijn auto doorboorde. Hij werd met diverse breuken naar het ziekenhuis gebracht. Italiaanse media berichtten dat er gevreesd moest worden voor zijn hand, maar Kubica's manager zei later dat een amputatie niet nodig was. Hij werd echter nog wel geopereerd en het was onduidelijk of hij zijn hand nog wel kon gebruiken.
In 2013 reed Kubica enkele WRC-rally's. Zo werd hij kampioen in de WRC-2-klasse en won hij ook enkele wedstrijden in het ERC (Europees kampioenschap rally).
Op 6 juni 2017 reed Kubica voor het eerst in ruim zes jaar in een Formule 1-auto. Hij mocht voor het team van Renault 115 ronden rijden op het circuit van Valencia. Hij was enige tijd in beeld voor een racezitje voor het team in 2018, maar dit ging uiteindelijk naar Carlos Sainz jr. Aan het eind van het seizoen nam hij deel aan een test op het Yas Marina Circuit voor het team van Williams, waar hij eveneens kans had om in 2018 vaste coureur te worden. Hier werd hij gepasseerd ten faveure van Sergej Sirotkin, maar hij mocht wel aantreden als testcoureur van Williams in 2018.
Vlak voor de Grand Prix van Abu Dhabi werd aangekondigd dat Kubica in 2019 samen met George Russell voor het team van Williams ging rijden. Op 19 september 2019 kondigde Kubica tijdens een persconferentie voorafgaand aan de Grand Prix van Singapore aan na het einde van het Formule 1-seizoen van 2019 weer afscheid te nemen van Williams. In 2020 wordt hij reservecoureur bij het team van Alfa Romeo, waar hij vijf vrije trainingen en een wintertestdag voor zijn rekening zal nemen.
Bij de Grand Prix van Nederland in 2021 en de  Grand Prix Formule 1 van Italië 2021 verving Kubica Kimi Räikkönen die positief testte op Covid.

## Formule 1-carrière
| Jaar/Jaren    | Team                            |
| ------------- | ------------------------------- |
| 2006 t/m 2009 | BMW Sauber                      |
| 2010          | Renault                         |
| 2018          | Williams (testcoureur)          |
| 2019          | Williams                        |
| 2020          | Alfa Romeo Racing (testcoureur) |
| 2021          | Alfa Romeo Racing               |
| 2022          | Alfa Romeo Racing (testcoureur) |

|                       | 2006 | 2007 | 2008 | 2009 | 2010 | 2019 | 2021 | Totaal         |
| --------------------- | ---- | ---- | ---- | ---- | ---- | ---- | ---- | -------------- |
| Aantal races          | 6    | 16   | 18   | 17   | 19   | 21   | 2    | 99 (99 starts) |
| Aantal zeges          | 0    | 0    | 1    | 0    | 0    | 0    | 0    | 1              |
| Aantal pole-positions | 0    | 0    | 1    | 0    | 0    | 0    | 0    | 1              |
| Aantal snelste ronden | 0    | 0    | 0    | 0    | 1    | 0    | 0    | 1              |
| Aantal podiumplaatsen | 1    | 0    | 7    | 1    | 3    | 0    | 0    | 12             |
| Aantal WK-punten      | 6    | 39   | 75   | 17   | 136  | 1    | 0    | 274            |
| Positie WK            | 16   | 6    | 4    | 14   | 8    | 19   | 20   |                |

#### Formule 1-resultaten
| Kleur  | Resultaat                       |
| ------ | ------------------------------- |
| Goud   | Winnaar                         |
| Zilver | Tweede plaats                   |
| Brons  | Derde plaats                    |
| Groen  | Gefinisht (punten behaald)      |
| Blauw  | Gefinisht (geen punten behaald) |
| Blauw  | Niet geklasseerd (NC)           |
| Paars  | Uitgevallen (DNF)               |
| Rood   | Niet gekwalificeerd (DNQ)       |

| Kleur  | Resultaat                              |
| ------ | -------------------------------------- |
| Zwart  | Gediskwalificeerd (DSQ)                |
| Wit    | Niet gestart (DNS)                     |
| Blanco | Gewond (INJ)                           |
| Blanco | Uitgesloten (EX)                       |
| Blanco | Teruggetrokken (WD) / Niet deelgenomen |
| P      | Poleposition                           |
| S      | Snelste ronde                          |

| Jaar | Inschrijving            | Chassis          | Motor                            | 1       | 2       | 3      | 4      | 5      | 6       | 7      | 8      | 9       | 10      | 11     | 12      | 13      | 14     | 15     | 16      | 17     | 18     | 19      | 20     | 21     | 22     | Pos  | Punten |
| ---- | ----------------------- | ---------------- | -------------------------------- | ------- | ------- | ------ | ------ | ------ | ------- | ------ | ------ | ------- | ------- | ------ | ------- | ------- | ------ | ------ | ------- | ------ | ------ | ------- | ------ | ------ | ------ | ---- | ------ |
| 2006 | BMW Sauber F1 Team      | BMW Sauber F1.06 | BMW P86 2.4 V8                   | BHR TC  | MAL TC  | AUS TC | SMR TC | EUR TC | SPA TC  | MON TC | GBR TC | CAN TC  | VST TC  | FRA TC | DUI TC  | HON DSQ | TUR 12 | ITA 3  | CHN 13  | JPN 9  | BRA 9  |         |        |        |        | 16   | 6      |
| 2007 | BMW Sauber F1 Team      | BMW Sauber F1.07 | BMW P86/7 2.4 V8                 | AUS DNF | MAL 18  | BHR 6  | SPA 4  | MON 5  | CAN DNF | VST 0  | FRA 4  | GBR 4   | EUR 7   | HON 5  | TUR 8   | ITA 5   | BEL 9  | JPN 7  | CHN DNF | BRA 5  |        |         |        |        |        | 6    | 39     |
| 2008 | BMW Sauber F1 Team      | BMW Sauber F1.08 | BMW P86/8 2.4 V8                 | AUS DNF | MAL 2   | BHR 3P | SPA 4  | TUR 4  | MON 2   | CAN 1  | FRA 5  | GBR DNF | DUI 7   | HON 8  | EUR 3   | BEL 6   | ITA 3  | SIN 11 | JPN 2   | CHN 6  | BRA 11 |         |        |        |        | 4    | 75     |
| 2009 | BMW Sauber F1 Team      | BMW Sauber F1.09 | BMW P86/9 2.4 V8                 | AUS 14  | MAL DNF | CHN 13 | BHR 18 | SPA 11 | MON DNF | TUR 7  | GBR 13 | DUI 14  | HON 13  | EUR 8  | BEL 4   | ITA DNF | SIN 4  | JPN 9  | BRA 2   | ABU 10 |        |         |        |        |        | 14   | 17     |
| 2010 | Renault F1 Team         | Renault R30      | Renault RS-27 2.4 V8             | BHR 11  | AUS 2   | MAL 4  | CHN 5  | SPA 8  | MON 3   | TUR 6  | CAN 7S | EUR 5   | GBR DNF | DUI 7  | HON DNF | BEL 3   | ITA 8  | SIN 7  | JPN DNF | KOR 5  | BRA 9  | ABU 5   |        |        |        | 8    | 136    |
| 2018 | Williams Martini Racing | Williams FW41    | Mercedes M09 EQ Power+ V6        | AUS 0   | BHR 0   | CHN 0  | AZE 0  | SPA TC | MON 0   | CAN 0  | FRA 0  | OOS TC  | GBR 0   | DUI 0  | HON 0   | BEL 0   | ITA 0  | SIN 0  | RUS 0   | JPN 0  | VST 0  | MEX 0   | BRA 0  | ABU TC |        | -    | -      |
| 2019 | ROKiT Williams Racing   | Williams FW42    | Mercedes-AMG F1 M10 EQ Power+ V6 | AUS 17  | BHR 16  | CHN 17 | AZE 16 | SPA 18 | MON 18  | CAN 18 | FRA 18 | OOS 20  | GBR 15  | DUI 10 | HON 19  | BEL 17  | ITA 17 | SIN 16 | RUS DNF | JPN 17 | MEX 18 | VST DNF | BRA 16 | ABU 19 |        | 19   | 1      |
| 2020 | Alfa Romeo Racing       | Alfa Romeo C39   | Ferrari 065 V6                   | OOS 0   | STI TC  | HON TC | GBR 0  | 70J TC | BEL 0   | ITA 0  | TOS 0  | RUS 0   | EIF 0   | POR 0  | EMI 0   | TUR 0   | BHR 0  | SAK 0  | ABU 0   |        |        |         |        |        |        | -    | -      |
| 2021 | Alfa Romeo Racing       | Alfa Romeo C41   | Ferrari 065/066 V6               | BHR 0   | EMI 0   | POR 0  | SPA TC | MON 0  | AZE 0   | FRA 0  | STI 0  | OOS 0   | GBR 0   | HON TC | BEL 0   | NED 15  | ITA 14 | RUS 0  | TUR 0   | VST 0  | MXS 0  | SAP 0   | QAT 0  | SAR 0  | ABU 0  | 20   | 0      |
| 2022 | Alfa Romeo Racing       | Alfa Romeo C42   | Ferrari 065/066 V6               | BHR 0   | SAR 0   | AUS 0  | EMI 0  | MIA 0  | SPA TC  | MON 0  | AZE 0  | CAN 0   | GBR 0   | OOS 0  | FRA TC  | HON TC  | BEL 0  | NED 0  | ITA 0   | SIN 0  | JAP 0  | VST 0   | MXS 0  | SAP 0  | ABU TC | -    | -      |
| Jaar | Inschrijving            | Chassis          | Motor                            | 1       | 2       | 3      | 4      | 5      | 6       | 7      | 8      | 9       | 10      | 11     | 12      | 13      | 14     | 15     | 16      | 17     | 18     | 19      | 20     | 21     | 22     | Pos. | Punten |